# Orde Charles Wingate
Pour les articles homonymes, voir Wingate.
Orde Charles Wingate (26 février 1903 – 24 mars 1944) est un général de l'armée britannique.

## Débuts dans l'armée

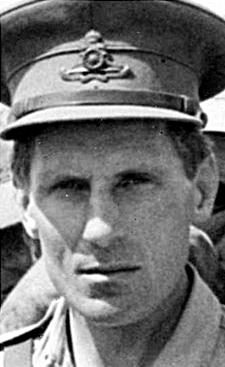
Le capitaine Orde Charles Wingate (35 ans). Jeune et brillant officier britannique au comportement excentrique (...) élevé dans une famille extrêmement puritaine avec une lecture littéraliste de la Bible et une angoisse permanente de son salut, [il] s'est converti immédiatement au sionisme.

Wingate est issu d’une famille militaire coloniale implantée en Inde, profondément chrétien, intellectuel par goût et d'une excentricité toute britannique le singularisant du formalisme rigoureux d’une société conformiste, surtout dans une famille de tradition militaire et protestante, gardienne de la loi et de l’ordre. En 1921, il intégra l'Académie militaire royale de Woolwich (Royal Military Academy, Woolwich). Nommé sous-lieutenant d'artillerie de forteresse le 23 août 1923, il commença à apprendre l’arabe pour, finalement, être affecté au Soudan par son cousin, Sir Reginald Wingate, gouverneur général du Soudan.
Arrivé au Soudan, il se joint à la Force de défense du Soudan en 1928 pour patrouiller le long de la frontière abyssinienne et capturer des trafiquants d’esclaves et des braconniers d’ivoire. Là, il change des méthodes classiques de patrouille en tendant des embuscades. À la fin de son service en 1933, il mène une courte expédition infructueuse à la recherche de l'oasis perdue de Zerzura, dans le désert libyque, et se marie en 1935, à trente-deux ans, avec Lorna Moncrieff, qui en a seize.

## Affectation en Palestine
En 1936, Wingate est affecté en Palestine, alors sous mandat britannique. Il entre à l’État-major comme officier de renseignement. Sioniste affiché, il voit la création de l’État juif comme un devoir religieux et l’accomplissement d’une prophétie biblique. Il se rapproche des leaders politiques juifs lorsque commence la guérilla arabe par des attaques contre, à la fois, les fonctionnaires et les installations du mandat britannique et les communautés juives, connues sous le nom de « Grande Révolte arabe ».
Wingate s’engage politiquement auprès des dirigeants juifs et émet l’idée de former des commandos juifs conduits par des officiers britanniques expérimentés. Il soumet personnellement cette idée au général Archibald Wavell, commandant des forces britanniques en Palestine.
Avec l’accord de Wavell, Wingate convainc l’Agence juive et le commandement de la Haganah, le groupe paramilitaire juif , ainsi que le général Haining, le nouveau commandant britannique en Palestine, de permettre la création en juin 1938 des Special Night Squads (escadrons de nuit spéciaux). Formés de volontaires britanniques et juifs de la Haganah, ces escadrons tendent des embuscades aux Arabes qui s'en prennent aux oléoducs de la British Petroleum et aux kibboutzim isolés.
Wingate entraîne et conduit ces patrouilles dans des opérations punitives contre les villages qui ont aidé ou hébergé des saboteurs. Ces méthodes sont sérieusement désapprouvées par les autorités britanniques et suscitent même la désapprobation de certains sionistes.
Son engagement politique et militaire en faveur de la création d’un État juif est considéré par ses supérieurs hiérarchiques comme incompatible avec sa position d’officier des renseignements britannique dans ce pays et, en mai 1939, il est muté en Grande-Bretagne.
Wingate devient un héros des communautés juives de Palestine. Il est particulièrement apprécié de Moshe Dayan, qui fut entraîné par lui et qui déclare avoir tout appris de lui.

## Seconde Guerre mondiale
On retrouve Wingate en janvier 1941 en Éthiopie. Sous les ordres du général Archibald Wavell, il organise l'insurrection des Éthiopiens contre l'Italie et ramène l'empereur Hailé Sélassié à Addis-Abeba le 5 mai.
En 1942, Wavell, alors en poste en Inde, le fait demander pour mener des opérations de guérilla en Birmanie. La 77e brigade mobile indépendante, constituée de réservistes britanniques, de fusiliers birmans et de Gurkhas, deviendra, après un entraînement très dur, les Chindits. En février 1943, ceux-ci mènent une première opération derrière les lignes japonaises en Birmanie, qui est un échec particulièrement coûteux, mais dont l'aventure est saluée par la propagande. En mars 1944, ils effectuent une seconde campagne dans la région de Myitkyina, afin de soutenir la progression des troupes chinoises du général Stilwell.
Le 24 mars 1944, promu général, il meurt dans un accident d'avion lors d'une inspection. C'est le général Walter Lentaigne qui prendra alors le commandement des Chindits.

## Les œuvres
Wingate doit certainement sa notoriété au fait d'avoir organisé et mené au combat les Chindits. Ses idées, mises en œuvre par d'autres se révélèrent fécondes, qu'il s'agisse en Égypte des patrouilles de pénétration en profondeur qui ont donné naissance au Long Range Desert Group (LRDG), ou, plus généralement, sur les opérations spéciales, ont imprégné la création du Special Air Service (SAS).
Ses chindits seront à l'origine des Raiders scouts en France[réf. nécessaire].